# SRI農法
SRI農法（エスアールアイのうほう）とは、イネが成長するのに最善な環境（テロワール）を可能な限り与えた有機農業技術で農家負担の少ない低投入型(種子・肥料・農薬・水）の幼苗一本植え高収量稲作農法である。名称は「System of Rice Intensification（インテンシフィケーション）」（イネ強化法・イネ強化システム）の略称。

## 概要
SRIは乳苗・疎植と間断灌漑による土壌水分の制御が基本であるが、国と地域の気候風土によって独自の改良・普及された農法になっている。主な共通点は下記になる。
- SRI主原則(出典)[1][2][3][4]。
  - まだ苗が小さいうち(乳苗:7～10センチメートル・1,5～2葉[5][6][7][8][9][10])に、田植えすること(浅植)により、育苗が省力化できる。
  - 苗は間隔(30センチメートル)をあけて疎植(1～2本)することにより、光合成が良くなり収量向上と病虫害も減少する。
  - 水田は水分を保ちつつ、湛水しないこと(栄養成長期に連続湛水せず、間断灌漑を行う)
  - 有機質堆肥の施用と中耕除草による土壌への酸素供給。
- 国内でも食糧増産時代に「米作日本一表彰事業」(朝日新聞農業賞事務局)が、1949年～1968年迄あり1トンの壁を越えた超多収技術が存在した[11][12][13][14][15]。

## 歴史
1961年、マダガスカルにイエズス会の神父アンリ・デ・ロラニエ(Henri de Laulanie)が赴任。1981年、農村の若者向けの教育機関としてアンツィラベに農学校を設立。1983年、アンリ・デ・ロラニエ(Henri de Laulanie)氏がSRI農法を提案。1990年、NGO「Tefy Saina」を設立。1993年、コーネル大学の国際食料農業開発研究所長のノーマン・アポフ(Norman Uphoff)教授がマダガスカルで、焼畑農業に代わる食料生産手段を見出す。1994年、マダガスカルのラノマファナで導入。1995年、アンリ・デ・ロラニエ氏が死去。1997年、アジアで普及（南京農業大学・インドネシア農業研究開発庁・インドタミル・ナードゥ州）フィリピンからペルーまで二十ヶ国で導入。2001年、ラオスで開始。2007年4月1日、J-SRI 研究会発足(東京大学大学院農学生命科学研究科 農学国際専攻国際情報農学研究室内)(会長 山路永司)。2015年、ベトナムクアンナム省で導入。

## 書籍
- 『稲作革命SRI―飢餓・貧困・水不足から世界を救う』ISBN 978-4532317287 日本経済新聞出版社 (2011年9月23日)
- 『乳苗稲作の実際―らくらく育苗で安定増収』ISBN 978-4540941276 農山漁村文化協会 (1995年2月1日)
- 『イネつくりの基礎』ISBN 978-4540191732 農山漁村文化協会 (2020年2月13日)[22]。